# Don – Das Spiel beginnt
Don – Das Spiel beginnt (Urdu: ڈان; Hindi: ङाँन; Übersetzung: Anführer) ist ein indischer Film von Farhan Akhtar aus dem Jahr 2006. Er ist eine Neuverfilmung des Films Don aus dem Jahr 1978 mit Amitabh Bachchan in der Hauptrolle. Seine Premiere war am 20. Oktober 2006 in Indien. 2011 erschien die Fortsetzung Don – The King is back.

## Handlung
Don ist der Boss einer internationalen Drogenmafia und wird von der Polizei weltweit gesucht. Roma bewirbt sich bei ihm, nachdem ihr Bruder und dessen Freundin Kamini von Don umgebracht wurden. Sie plant, Don irgendwann aus dem Hinterhalt genau das Gleiche anzutun wie er ihrem Bruder und ihrer Schwägerin. Als Don im Kampf gegen die indische Polizei schwer verletzt wird und das Gerücht die Runde macht, dass Don verstorben sei, überredet Inspektor Da Silva den jungen Straßensänger Vijay, der Don zum Verwechseln ähnlich sieht, dessen Rolle zu übernehmen.
Vijay nimmt Inspektor Da Silvas Angebot an, unter der Bedingung, dass Deepu (ein Junge, auf den Vijay aufpasst) in eine gute Schule kommt. Inspektor Da Silva erfüllt Vijays Bedingung und Vijay erklärt sich bereit, Don zu spielen. Der wahre Don erliegt unterdessen seinen Verletzungen und kann daher nicht mehr verhört werden.
Don zu doubeln gelingt Vijay dennoch relativ gut, denn er tut so, als ob er sein Gedächtnis verloren hätte, wird so in alles eingeweiht und gibt da Silva die entscheidenden Informationen weiter. Da Silva verhindert auch, dass Roma bei einem Drogenhandel Vijay/Don tötet, und sie wird in alles eingeweiht.
Der Zuschauer erfährt, dass Da Silva in Wirklichkeit Vardhaan, ein Mittäter der Drogenmafia ist, der sich die falsche Identität als Polizist aufgebaut hat, sich aber immer noch an seinem ehemaligen Drogenboss rächen will. Dies gelingt ihm bei einer Razzia auch, doch findet Da Silva / Vardhaan selbst ebenfalls den Tod. Vijay in seiner Rolle als Don wird von der Polizei gefasst.
Die Polizei denkt, Vijay sei Don, da niemand sonst von der Aktion weiß. Doch Vijay kann fliehen und kommt dahinter, dass Da Silva/Vardhaan seinen Tod nur vorgetäuscht hat. Er kann Vardhaan in einem Kampf auf einer Plattform besiegen und ihn zusammen mit einem Datenträger, den er Da Silva zugespielt hatte und der deswegen seine Unschuld beweisen soll, der Polizei übergeben. Seine Identität als Vijay wird nun endlich anerkannt.
Allerdings stellt sich durch einen Kommentar, den der verwundete Vijay zu Roma macht, bevor er im Krankenwagen davongefahren wird, heraus, dass Vijay in Wahrheit der vermeintlich längst gestorbene Don sein muss. Doch es ist zu spät: Don ist mit Anita, seiner Komplizin, weg. Es wird klar: Als Don im Krankenhaus lag und Vijay nebenan, um sich nach seiner Operation zu erholen, tauschte Don mit Vijay die Betten. Er spritzte eine Überdosis Valium in Vijays Tropf und dieser starb. Don gab sich bis zuletzt als Vijay aus, um dann zu fliehen.
So schaffte es der skrupellose Don, wieder der Polizei zu entkommen.
Daher der Spruch: „Es ist nicht nur schwierig, Don zu fassen, es ist unmöglich!“

## Synchronisation
Die deutsche Synchronfassung wurde anlässlich der DVD-Veröffentlichung am 18. Mai 2007 im Auftrag des deutschen Filmlabels Rapid Eye Movies von der Synchronfirma Media Factory Berlin angefertigt, Dialogregie führte dabei Nadine Geist nach dem Dialogbuch von Jörg Hartung.
| Darsteller      | Rolle                | Synchronsprecher |
| --------------- | -------------------- | ---------------- |
| Shah Rukh Khan  | Don / Vijay          | Pascal Breuer    |
| Priyanka Chopra | Roma                 | Sonja Spuhl      |
| Isha Koppikar   | Anita                | Marie Bierstedt  |
| Arjun Rampal    | Jasjit Ahuja         | Benjamin Völz    |
| Kareena Kapoor  | Kamini / Sonia       | Shandra Schadt   |
| Boman Irani     | Inspektor D’Silva    | Erich Räuker     |
| Om Puri         | Officer Vishal Malik | Uli Krohm        |

## Sonstiges
- Der Jungregisseur Farhan Akhtar legte viel Wert darauf, keine Kopie des Kinoklassikers zu drehen, sondern eine zeitgemäße Fassung, mit aufregenden Stunts und raffinierten Specialeffects.
- Für die Spezialeffekte engagierte Farhan Akhtar Angelo Sahin (Mission: Impossible II, Ghost Ship).
- Shah Rukh Khan soll für eine Szene mehrere Fallschirmsprünge aus einer Höhe von 15.000 Fuß (knapp 4600 m) gewagt haben.
- Drehorte waren in Malaysia, Frankreich und Indien.
- Die Songs Yeh Mera Dil und Khaike Paan Banaraswala wurden gecovert und stammen ursprünglich aus der 1978er-Fassung des Films
- Im Song Khaike Paan Banaraswala rappt Shah Rukh mit der eigenen Stimme.
- Der Song Morya Re wird von Shankar Mahadevan gesungen.
- Der Film spielte in Indien 500 Crore (etwa 100 Millionen Euro) ein.
- Die deutsche Erstausstrahlung im frei empfangbaren Fernsehen fand am 26. April 2008 auf dem Sender RTL II statt.
- Die Rolle von Jasjit wurde zuerst Akshay Kumar angeboten, der die Rolle dann aber ablehnte.
- Für ihre Rollen machten Shah Rukh Khan, Priyanka Chopra und Arjun Rampal eine Ausbildung in Kampfkunst.
- Für die Rolle der Kamini war Yana Gupta vorgesehen.